# 4-Amino-3-hidrazino-5-merkapto-1,2,4-triazol
4-Amino-3-hidrazino-5-merkapto-1,2,4-triazol je organsko jedinjenje, sa formulom SC2N3H(NH2)(N2H3). Jedinjenje se sastoji od 1,2,4-triazola heterocikličnog prstena sa tri funkcionalne grupe: amin, tioamid, hidrazid. Rengdenska kristalografija pokazuje da je ovaj molekul polaran, ali sa C=S dvostrukom vezom. Dobija se reakcijom hidrazina sa tiourejom:
2 SC(NH2)2 + 3 N2H4 → SC2N3H(NH2)(N2H3) + 4 NH3 + H2S